# پارک ملی فیری میدوز
پارک ملی فیری میدوز (اردو: فیری میڈوز) که در زبان محلی به نام جوت (Joot) نیز شناخته می‌شود، علفزاری در نزدیکی یکی از کمپ‌های اصلی نانگا پاربات است که در ناحیه دیامر در منطقه گلگت-بلتستان پاکستان قرار دارد. این پارک ملی در ارتفاع تقریبی ۳٬۳۰۰ متری از سطح دریا قرار دارد و نقطه اعزام کوهنوردان به رخ راخویت کوه نانگا پاربات به‌شمار می‌رود. در سال ۱۹۹۵، دولت پاکستان فیری میدوز را پارک ملی اعلام کرد.

## نگارخانه

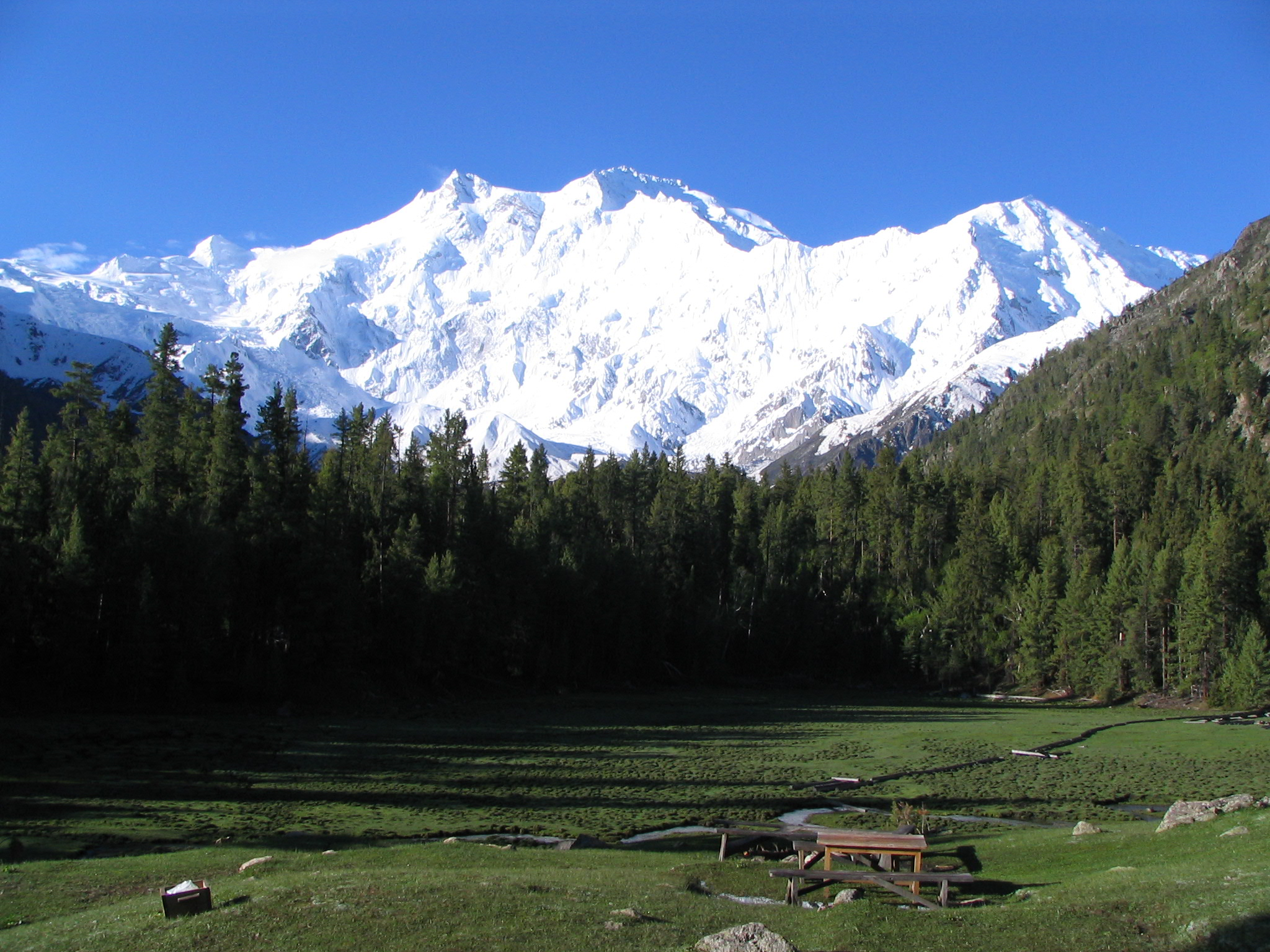
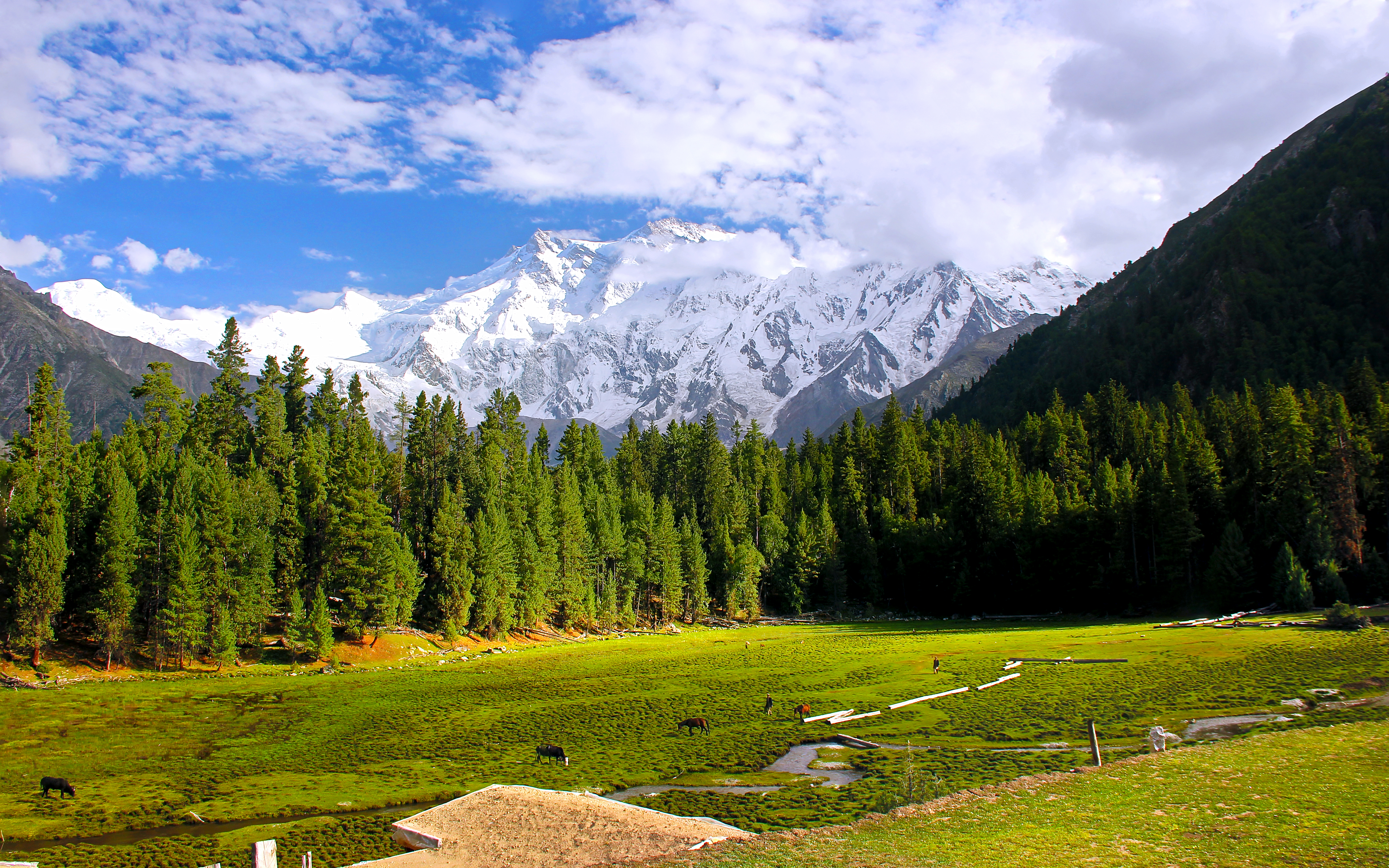
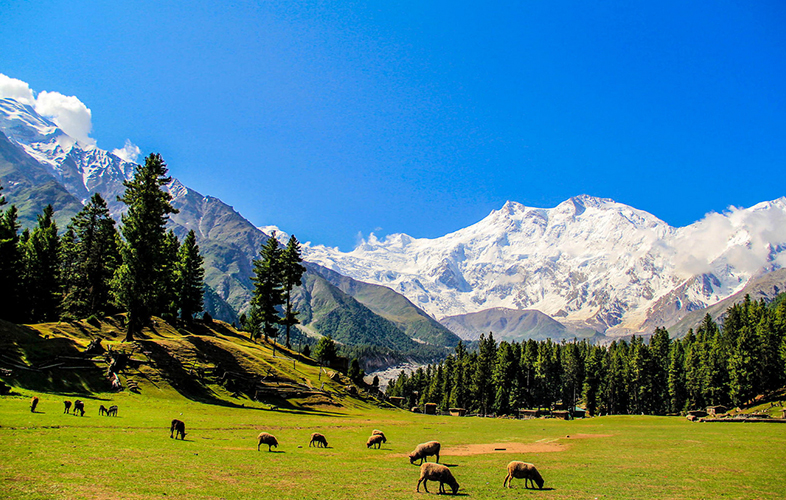
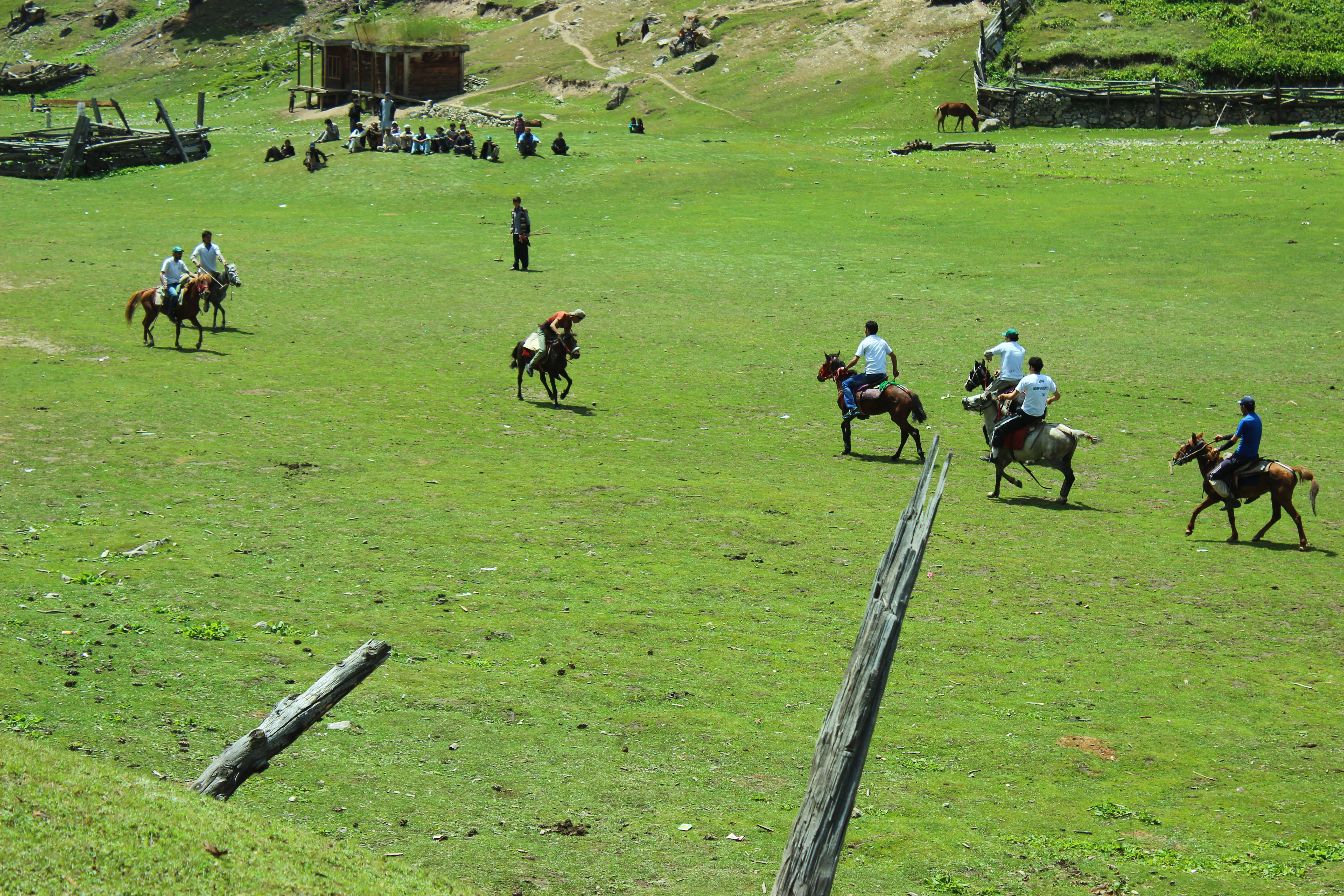
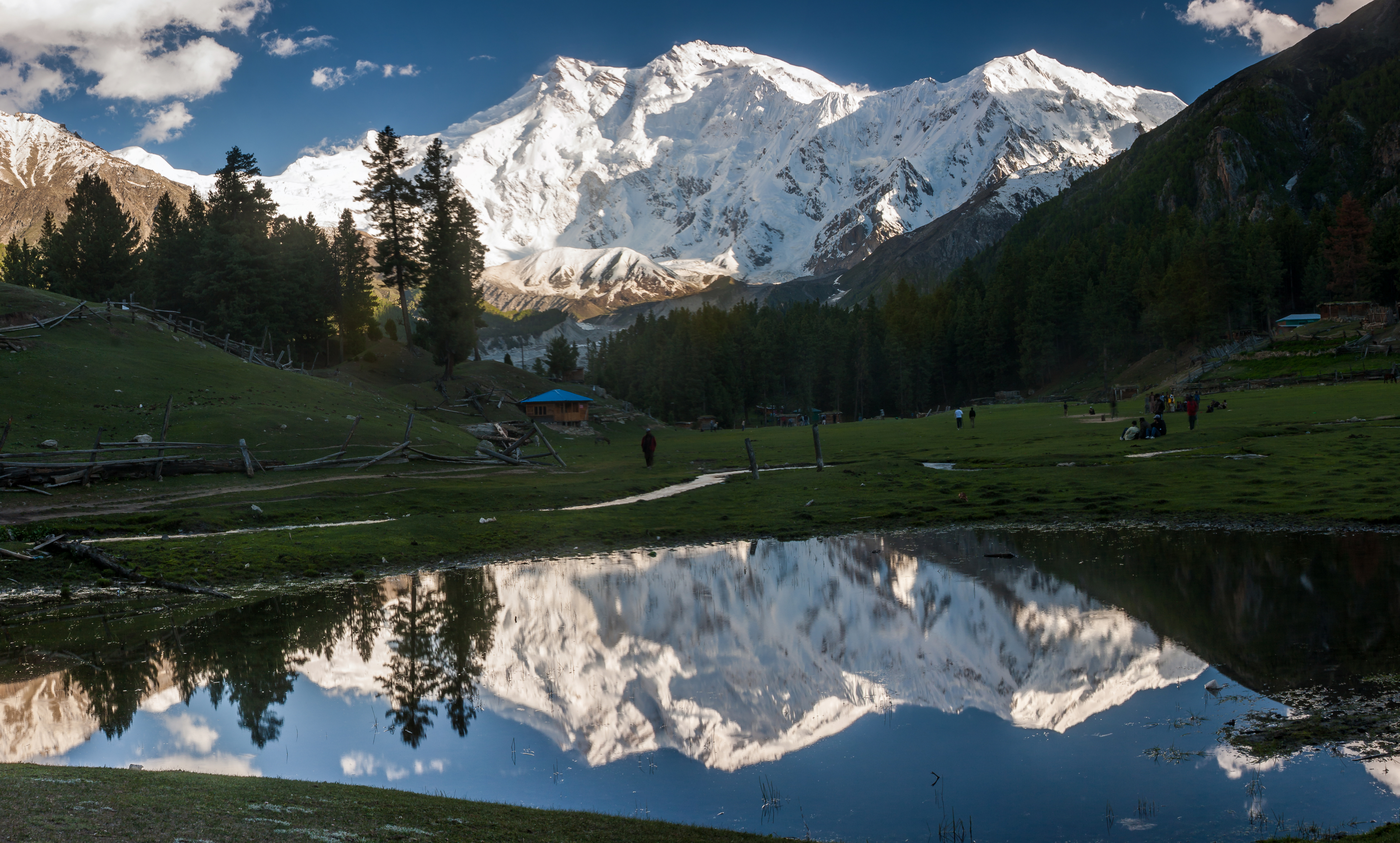
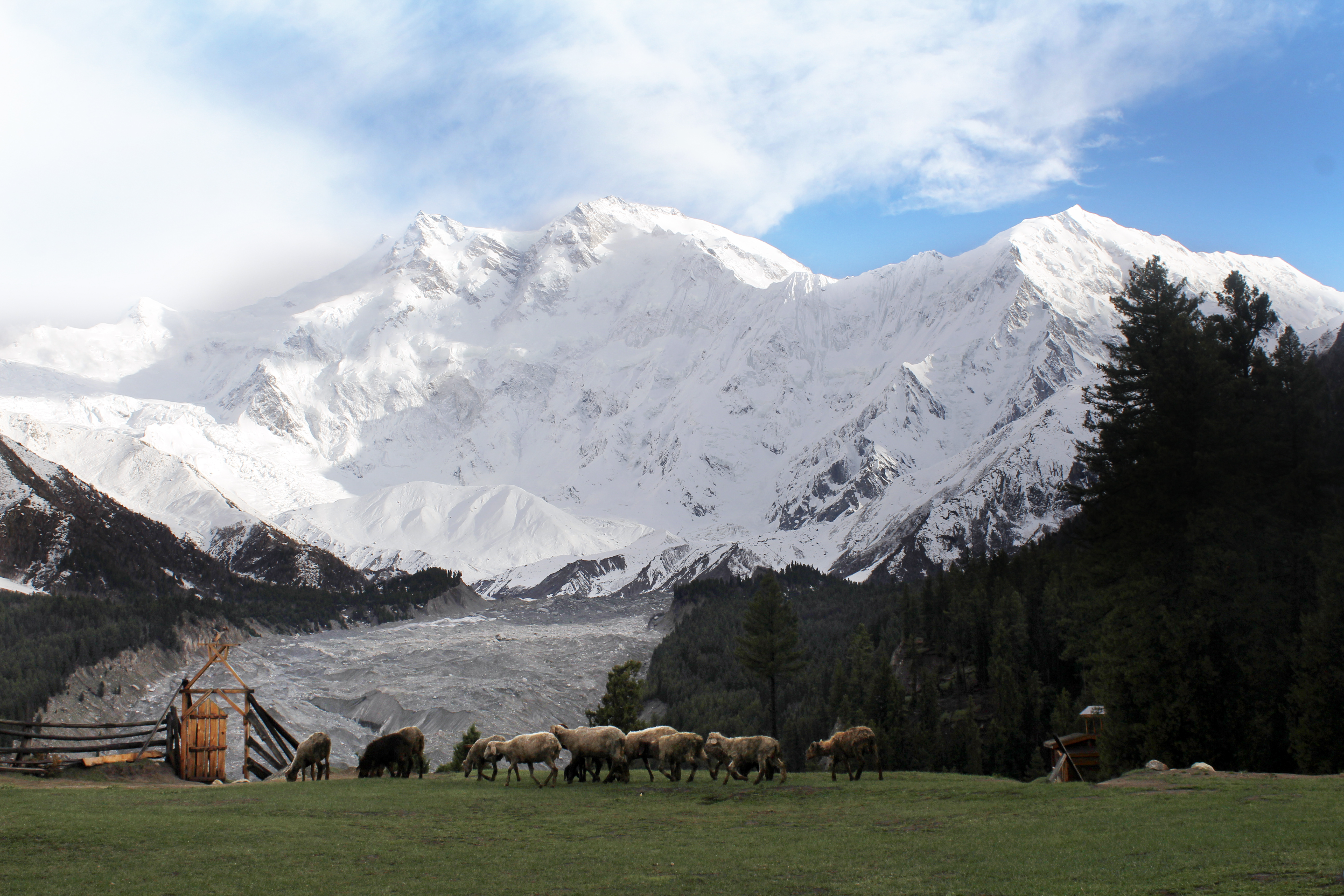
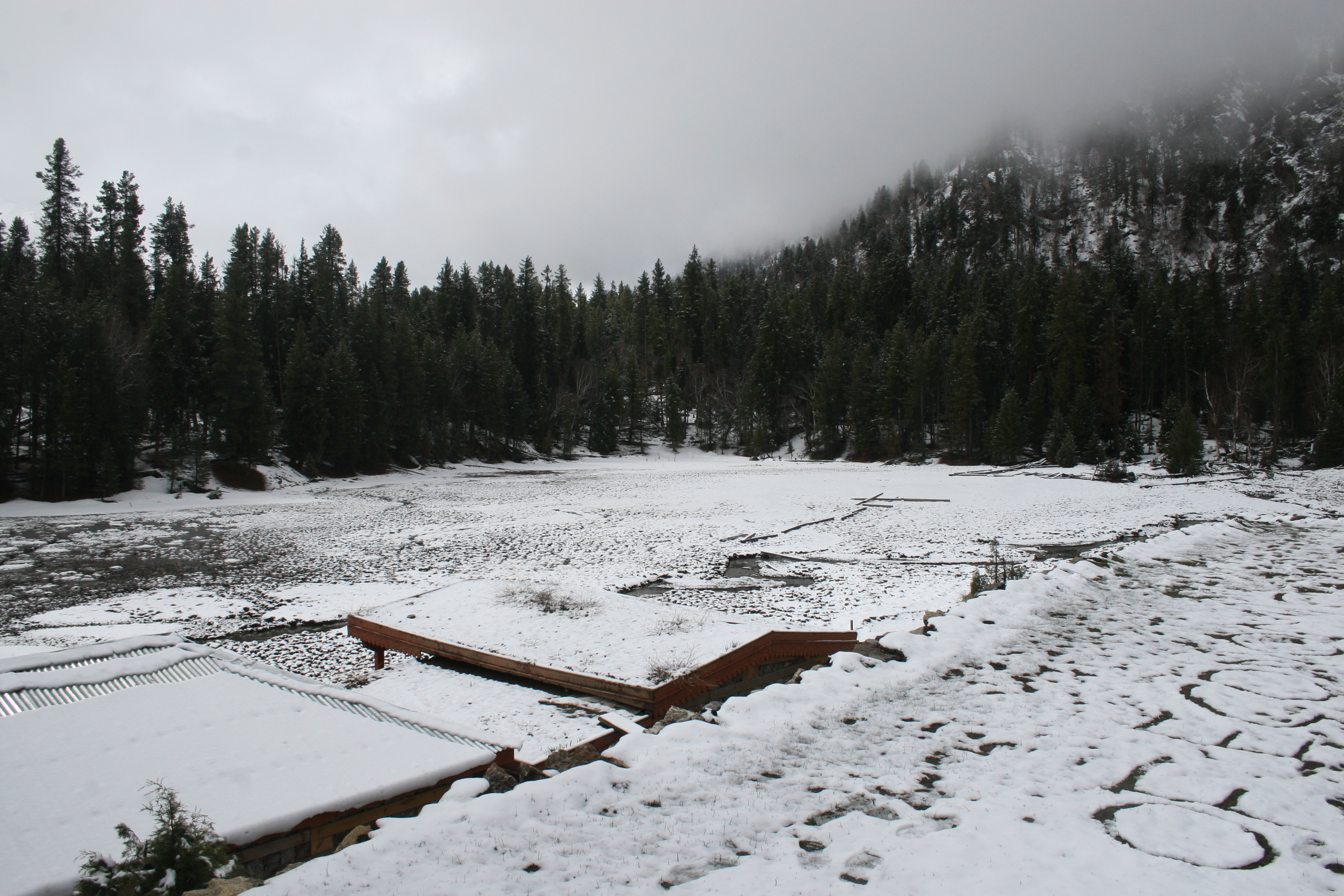